# Церковь Святой Анны (Трабзон)
Церковь Святой Анны (греч. Ἁγία Άννα) — одна из старейших церквей в Трабзоне (Турция).

## Архитектура

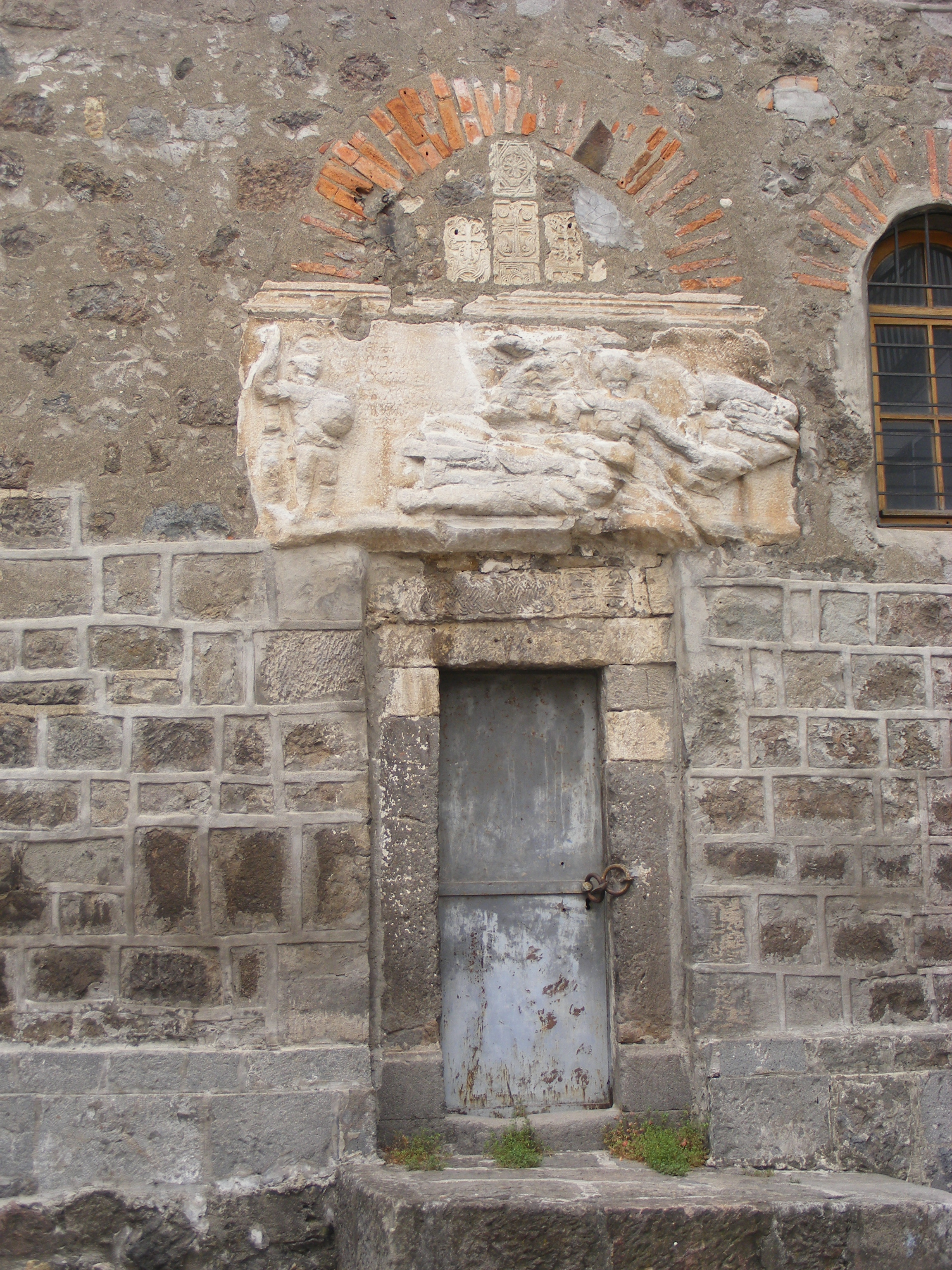
Главная входная дверь с фигурами воина и крылатой Никой.

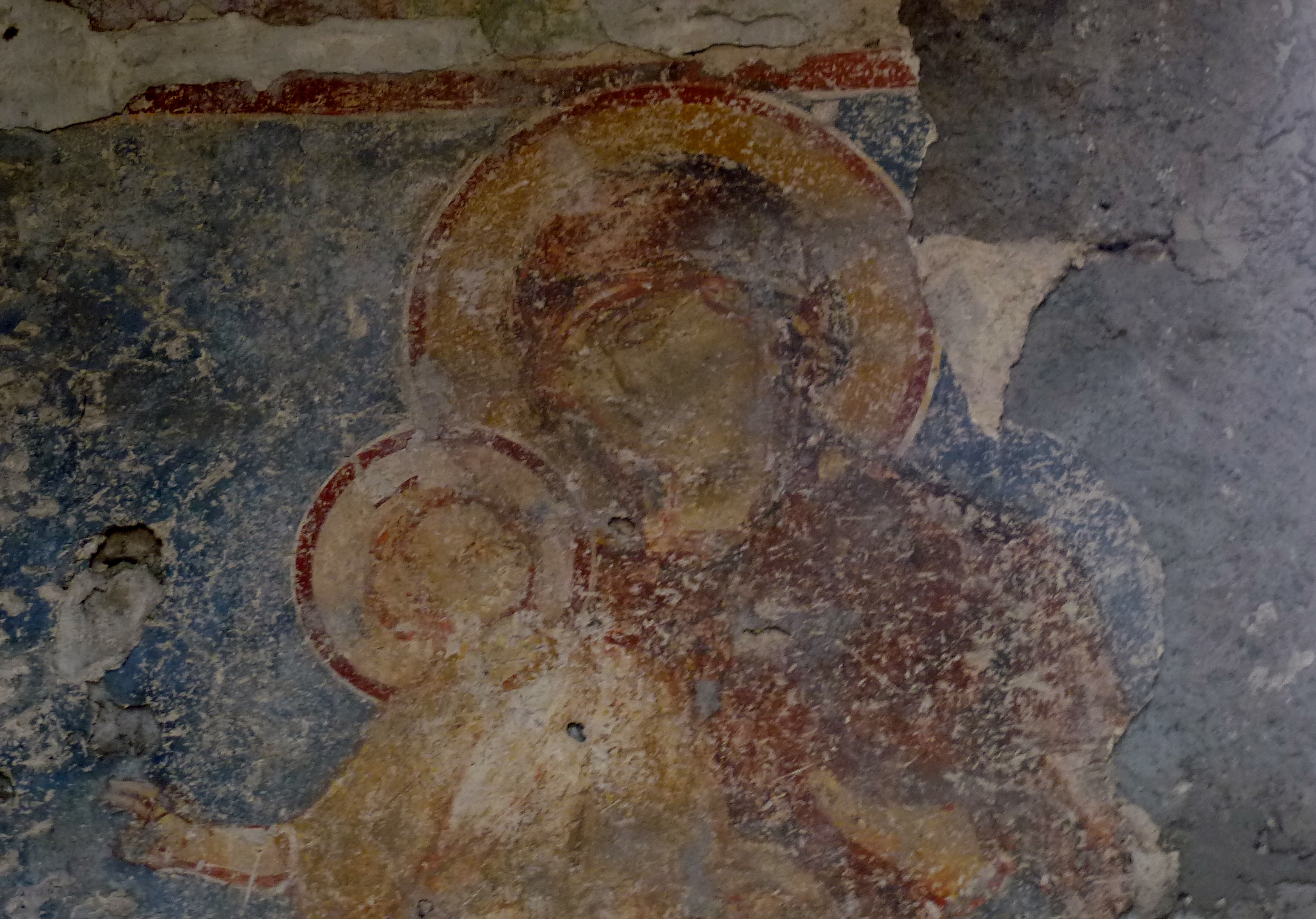
Фреска Св. Анны в церкви.

Храм представляет собой здание в византийском стиле, со сводчатым нефом, проходами и святилищем, окружённым боковой камерой, образованной из трёх изогнутых апсида. Сполии используются в здании, с классическим саркофагом, используемым для формирования тимпана над главной входной дверью, украшенной фигурами стоящего воина и крылатой Никой.

## История
Церковь была построена приблизительно в VI—VII веках. На рельефной плите над южной дверью нанесена надпись о том, что церковь была восстановлена во время совместного правления Василия I, Льва VI и Александра в 884—885 году.